# Лерата, Цеписо
Цеписо Лерата (англ. Tsepiso Lerata; род. 16 сентября 2004) — лесотская шоссейная велогонщица.

## Карьера
В конце января 2023 года стала чемпионкой Лесото в групповой.
После этого рассматривалась как кандидат на участие в предстоящем чемпионате Африки который проходил в середине февраля. Но из-за финансовых проблем в стране у НОК Лесото и федерации велоспорта не была включена в окончательную заявку.

## Доситижения
2021
 Чемпионат Лесото — групповая гонка U19
2022
2-я на Чемпионат Лесото — групповая гонка U19
2023
 Чемпионат Лесото — групповая гонка

## Рейтинги
| Год                 | 2023  |
| ------------------- | ----- |
| Мировой рейтинг UCI | 511-й |
|                     |       |
| Источник: UCI       |       |